# Lateralni ravni mišić
Lateralni ravni mišić (lat. musculus rectus lateralis) je mišić oka.
Lateralni ravni mišić pripada skupini mišića oka, točnije mišića pokretača očne jabnučice.
Lateralni ravni mišić inervira živac odmicač (lat. abducens).
Lateralni ravni mišić odmiče (abducira) oči.

## Polazište i hvatište
Mišić polazi sa Zinnijevog prstena i hvata se za lateralni dio bjeloočnice oka, 7 mm od limbusa (granica na prednjoj strani oka, gdje rožnica oka prelazi u bjeloočnicu).